# Rennrodel-Weltmeisterschaften 1978
Die Rennrodel-Weltmeisterschaften 1978 fanden am 21. und 22. Januar 1978 in Imst in Österreich statt.

## Einsitzer der Frauen
| Platz | Land | Sportlerin          | Zeit     |
| ----- | ---- | ------------------- | -------- |
| 1     | URS  | Vera Zozuļa         | 1:49,160 |
| 2     | FRG  | Andrea Fendt        | 1:49,402 |
| 3     | AUT  | Angelika Schafferer | 1:49,746 |
| 4     | GDR  | Ilona Brand         | 1:50,335 |
| 5     | URS  | Anna Majewskaja     | 1:51,030 |
| 6     | POL  | Teresa Bugajczyk    | 1:51,447 |

Weitere Reihenfolge
| Platz | Sportlerin           | Land |
| ----- | -------------------- | ---- |
| 7     | Mária Jasenčáková    | CSK  |
| 8     | Monika Auer          | ITA  |
| 9     | Elisabeth Demleitner | FRG  |
| 10    | Teresa Masiarz       | POL  |
| DNF   | Evi Acherer          | AUT  |
| DNF   | Jitka Chroustovská   | CSK  |
| DNF   | Maria-Luise Rainer   | ITA  |
| DNF   | Christine Brunner    | AUT  |
| DNF   | Teruko Yamada        | JPN  |
| DNF   | Mika Kanno           | JPN  |
| DNF   | Roswitha Stenzel     | GDR  |
| DNF   | Ingrid Aichner       | ITA  |
| DNF   | Amanda Pfeifer       | FRG  |

## Einsitzer der Männer
| Platz | Land | Sportler         | Zeit     |
| ----- | ---- | ---------------- | -------- |
| 1     | ITA  | Paul Hildgartner | 2:03,383 |
| 2     | FRG  | Anton Winkler    | 2:04,454 |
| 3     | AUT  | Manfred Schmid   | 2:04,564 |
| 4     | GDR  | Dettlef Günther  | 2:04,753 |
| 5     | URS  | Waleri Jakuschin | 2:04,963 |
| 6     | ITA  | Ernst Haspinger  | 2:04,997 |

Weitere Reihenfolge
| Platz | Sportler            | Land |
| ----- | ------------------- | ---- |
| 7     | Georg Fluckinger    | AUT  |
| 8     | Rudolf Schmid       | AUT  |
| 9     | Reinhold Sulzbacher | AUT  |
| 10    | Anton Wembacher     | FRG  |
| 11    | Gerhard Böhmer      | FRG  |
| 12    | Peter Gschnitzer    | ITA  |
| 13    | Stefan Kjernholm    | SWE  |
| 14    | Aigars Kriķis       | SUN  |
| 15    | Vladimír Resl       | CSK  |
| 16    | Piotr Staniek       | POL  |
| 17    | Asle Strand         | NOR  |
| 18    | Stanislav Ptáčník   | CSK  |
| 19    | Ueli Schenkel       | CHE  |
| 20    | Östen Nilsson       | SWE  |
| 21    | Makus Kägi          | CHE  |
| 22    | Hans-Ueli Korrodi   | CHE  |
| 23    | Jean-Loup Denarie   | FRA  |
| 24    | Martin Ore          | NOR  |
| 25    | David Le Boutillier | USA  |
| 26    | Reto Filli          | CHE  |
| 27    | Piotr Piguł         | POL  |
| 28    | Masatoshi Kobayashi | JPN  |
| 29    | Koichi Kaneda       | JPN  |
| 30    | Miroslav Moravec    | CSK  |
| 31    | Pierre Lachenal     | FRA  |
| 32    | Koji Kuriyama       | JPN  |
| 33    | Huang Liu-Chong     | TPE  |
| DNF   | Fredrik Wickman     | SWE  |
| DNF   | Wladimir Schitow    | SUN  |
| DNF   | Thomas Rzeznizok    | FRG  |
| DNF   | Piotr Bugajczyk     | POL  |
| DNF   | Dainis Bremze       | SUN  |
| DNF   | Michael Walter      | GDR  |
| DNF   | Andrzej Połuczanin  | POL  |
| DNF   | Bernhard Glass      | GDR  |
| DNF   | Hans Rinn           | GDR  |
| DNF   | Karl Brunner        | ITA  |

## Doppelsitzer der Männer
| Platz | Land | Sportler                           | Zeit    |
| ----- | ---- | ---------------------------------- | ------- |
| 1     | URS  | Dainis Bremse Aigars Kriķis        | 1:13,05 |
| 2     | URS  | Waleri Jakuschin Wladimir Schitow  | 1:13,17 |
| 3     | GDR  | Hans Rinn Norbert Hahn             | 1:13,42 |
| 4     | FRG  | Hans Brandner Balthasar Schwarm    | 1:13,44 |
| 5     | FRG  | Stefan Hölzlwimmer Stefan Größwang | 1:13,45 |
| 6     | GDR  | Bernd Hahn Ulrich Hahn             | 1:13,48 |

Weitere Reihenfolge
| Platz | Sportler                              | Land |
| ----- | ------------------------------------- | ---- |
| 7     | Manfred Schmid, Karl Schrott          | AUT  |
| 8     | Jindřich Zeman, Vladimír Resl         | CSK  |
| 9     | Gümther Lemmerer, Gerhard Sandbichler | AUT  |
| 10    | Ueli Schenkel, Hans-Ueli Korrodi      | CHE  |
| 11    | Reto Filli, Markus Kägi               | CHE  |
| 12    | Koichi Kaneda, Masatoshi Kobayashi    | JPN  |
| 13    | Piotr Bugajczyk, Andrzej Połuczanin   | POL  |
| 14    | Piotr Staniek, Piotr Piguł            | POL  |
| 15    | Pierre Lachenal, Jean-Loup Denarie    | FRA  |
| 16    | Paul Hildgartner, Ernst Haspinger     | ITA  |
| DNF   | Martin Ore, Asle Strand               | NOR  |
| DNF   | Stefan Kjernholm, Fredrik Wickman     | SWE  |
| DNF   | Peter Gschnitzer, Karl Brunner        | ITA  |

## Medaillenspiegel
| Platz | Land                            | Gold | Silber | Bronze | Gesamt |
| ----- | ------------------------------- | ---- | ------ | ------ | ------ |
| 1     | Sowjetunion                     | 2    | 1      | 0      | 3      |
| 2     | Italien                         | 1    | 0      | 0      | 1      |
| 3     | BR Deutschland                  | 0    | 2      | 0      | 2      |
| 4     | Österreich                      | 0    | 0      | 2      | 2      |
| 5     | Deutsche Demokratische Republik | 0    | 0      | 1      | 1      |